# Bohuslav Pilný
Bohuslav Pilný (* 22. března 1973) je bývalý český fotbalový obránce a v současnosti trenér, od října 2017 hlavní kouč FK Viktoria Žižkov. Byl dynamickým obráncem, vůdčím typem, znamenitý pozičně.

## Hráčská kariéra
Svoji hráčskou kariéru začal v týmu SK Rozhovice, odkud v průběhu mládeže zamířil do mužstva SK Hradec Králové, kde se v roce 1990 propracoval do prvního týmu. Působil rovněž na hostování v Pardubicích. V létě 1999 přišel do Slovanu Liberce a stal se jednou z opor týmu. V sezóně 2001/02 získal s Libercem ligový titul. V lednu 2003 byl uvolněn zpět do Hradce. Po půl roce se vrátil zpět do Liberce. V květnu 2005 ukončil ve Slovanu svoji aktivní kariéru.

## Ligová bilance
| Ročník                                   | Zápasy | Góly | Klub              |
| ---------------------------------------- | ------ | ---- | ----------------- |
| 1. československá fotbalová liga 1990/91 | 1      | 0    | SK Hradec Králové |
| 1. československá fotbalová liga 1991/92 | 18     | 2    | SK Hradec Králové |
| 1. československá fotbalová liga 1992/93 | 25     | 2    | SK Hradec Králové |
| 1. česká fotbalová liga 1993/94          | 14     | 0    | SK Hradec Králové |
| 1. česká fotbalová liga 1994/95          | 9      | 0    | SK Hradec Králové |
| 1. česká fotbalová liga 1995/96          | 7      | 0    | SK Hradec Králové |
| 1. česká fotbalová liga 1996/97          | 12     | 0    | SK Hradec Králové |
| Gambrinus liga 1997/98                   | 23     | 1    | SK Hradec Králové |
| Gambrinus liga 1998/99                   | 11     | 0    | FC Slovan Liberec |
| Gambrinus liga 1998/99                   | 11     | 0    | SK Hradec Králové |
| Gambrinus liga 1999/00                   | 17     | 0    | FC Slovan Liberec |
| Gambrinus liga 2000/01                   | 28     | 1    | FC Slovan Liberec |
| Gambrinus liga 2001/02                   | 20     | 1    | FC Slovan Liberec |
| Gambrinus liga 2002/03                   | 11     | 0    | SK Hradec Králové |
| Gambrinus liga 2002/03                   | 14     | 1    | FC Slovan Liberec |
| Gambrinus liga 2003/04                   | 16     | 1    | FC Slovan Liberec |
| CELKEM                                   | 236    | 9    |                   |

## Trenérská kariéra
Po skončení aktivní kariéry působil jako trenér v nižších soutěžích. Vedl například kluby FK Nová Paka, SK Převýšov a FK Kolín.

### FC Hradec Králové
Následně byl jako asistent trenéra prvního týmu FC Hradec Králové. 25. 10. 2014 poprvé vedl v 1. lize A-tým FC Hradec Králové jako hlavní trenér po Luboši Prokopcovi, který po slabých výsledcích rezignoval. Hradec podlehl Dukle Praha 2:4. V ročníku 2014/15 tým sestoupil do 2. ligy. Od léta 2015 byl kvůli chybějící licenci veden jako asistent trenéra Milana Frimmela. Na jaře 2016 zažil s mužstvem postoup zpět do české nejvyšší soutěže, když Hradec ve 28. kole hraném 17. 5. 2016 porazil FK Baník Sokolov 2:0 a 1. SC Znojmo, které bylo v tabulce na třetí pozici, prohrálo s FC Sellier & Bellot Vlašim. nyní začne trénovat tým u15 Slavie Hradce Králové